# Gaio Vettio Cossinio Rufino
Gaio Vettio Cossinio Rufino (latino: Gaius Vettius Cossinius Rufinus; fl. 306-316) è stato un funzionario e sacerdote romano fu un senatore e politico dell'Impero romano.
Nel 306 fu scelto per divenire proconsole d'Acaia, ma la rivolta di Massenzio a Roma gli impedì di prendere il proprio posto, in quanto il nuovo imperatore non aveva giurisdizione su questa provincia. Sempre sotto Massenzio (306-312) fu curator (responsabile della manutenzione) della via Flaminia, curator dell'alveo del Tevere e delle cloache della città di Roma, corrector (governatore) della Regio X Venetia et Histria, della Tuscia et Umbria e della Campania.
L'imperatore Costantino I, volendo ottenere l'appoggio del Senato romano, gli rese onore, malgrado fosse stato sostenitore del suo oppositore Massenzio: Rufino venne infatti nominato comes Augusti nostri, «compagno dei nostri Augusti» (Costantino e il suo collega d'Oriente Licinio). Sempre Costantino elesse tre dei membri del Senato a praefectus urbi: uno di questi era Rufino (315). Costantino era talmente sicuro della fedeltà di Rufino che lo inviò in Oriente, sotto l'autorità del suo collega, l'imperatore Licinio.
Nel 316 Rufino esercitò il consolato.
Se la base di statua con iscrizione frammentaria (CIL VI, 32040) conservata ai Musei Vaticani si riferisce a lui, Rufino era un pagano, in quanto ricoprì i sacerdozi di Augure e Pontefice del Dio Sole.